# NGC 3713
NGC 3713 (również PGC 35546 lub UGC 6511) – galaktyka eliptyczna (E-S0), znajdująca się w gwiazdozbiorze Lwa. Odkrył ją William Herschel 11 kwietnia 1785 roku.